# パール・リバー (ニューヨーク州)

ロックランド郡内の位置

パール・リバー（Pearl River）は、アメリカ合衆国ニューヨーク州のロックランド郡にある集落。人口は1万5876人（2010年）。マンハッタンの北25キロメートルに位置する。ニュージャージー州の州境にあり、ニュージャージー・トランジットが利用できる。マンハッタンで働く人々のベッドタウンとして機能しており、緑が多く子育てに向いている地域である。
行政上は国勢調査指定地域（CDP）であり、オレンジタウンに含まれる。

## 歴史
パール・リバーはかつて「Muddy Creek」と呼ばれていた。1870年代に町はNaurashaun、Middletown、Sickletown、Pascack、Muddy Brookという５つの町に分割された。Dr. Ves Bogertという住人が町の中心を流れるMuddy Creekから真珠の入った貝を見つけたことから、この辺りはパール・リバー（真珠川）と呼ばれるようになった。
1870年、Julius E. Braunsdorfによってパール・リバーの大部分は購入され会社の城下町として開発が始まった。現在でもブラウンスドルフは、「パール・リバーの父」と呼ばれている。彼は、町に多額の寄付を行いメインストリートに照明を設置した。そしてニュージャージーを走っていた鉄道を北に延長させ、パール・リバーを通りナニュエットまで線路が延びた。これは現在のパスカック・バレー線である。
ブラウンスドルフは、町のデザインを行ったが、現在残っているのはPearl StreetとWashington Avenueのみである。